# Lixodessa
Lixodessa is een geslacht van vlinders van de familie tastermotten (Gelechiidae).

## Soorten
- L. captivella (Herrich-Schäffer, 1854)
- L. ochrofasciella (Toll, 1936)
- L. schoenmanni Gozmany, 1957
- L. serratella (Amsel, 1952)